# Duberria
Duberria är ett släkte av ormar. 
Duberria ingår enligt Catalogue of Life i familjen snokar och enligt The Reptile Database i familjen Pseudoxyrhophiidae. 
Vuxna exemplar är med en längd upp till 40 cm eller lite längre små ormar. De förekommer i södra Afrika. Arten lever i olika habitat men de föredrar fuktiga platser, ofta högt gräs eller ställen under trädstammar som ligger på marken. Födan utgörs främst av snäckor. Honor lägger inga ägg utan föder levande ungar.
Arternas hals är nästan lika tjock som kroppen och ögonen har en rund pupill. Beroende på art är kroppsfärgen brun, rödbrun eller svartaktig med längs- eller tvärgående band. I körtlarna produceras en illaluktande vätska, troligtvis för försvaret. Exemplaren är främst dagaktiva och ibland nattaktiva. Per kull föds 6 till 22 ungar som är 80 till 110 mm långa.
Arter enligt Catalogue of Life:
- Duberria lutrix
- Duberria variegata

The Reptile Database listar dessutom:
- Duberria rhodesiana
- Duberria shirana